# Bătălia de la Grengam
Bătălia de la Grengam (în rusă: Гренгамское морское сражение, în suedeză: Slaget vid Ledsund sau Slaget vid Föglöfjärden) din 1720, a fost ultima bătălie navală majoră din Marele Război al Nordului și s-a desfășurat în strâmtoarea Ledsund din Insulele Åland. Deși relatările diferă, bătălia a însemnat un succes strategic rus, care a pus capăt operațiunilor ofensive în Marea Baltică pînă la semnarea păcii la Nistad, în 1721.